# Cerithiopsis alcima
Cerithiopsis alcima är en snäckart som beskrevs av Bartsch 1911. Cerithiopsis alcima ingår i släktet Cerithiopsis och familjen Cerithiopsidae. Inga underarter finns listade i Catalogue of Life.